# Burn My Eyes
Burn My Eyes – debiutancki album amerykańskiej grupy muzycznej Machine Head. Płyta została wydana przez wytwórnię Roadrunner Records 9 sierpnia 1994 roku. Producentem płyty był Colin Richardson. Album ten był najlepszym debiutem wytwórni Roadrunner Records w 1994.
Według danych z kwietnia 2002 album sprzedał się w nakładzie 145 240 egzemplarzy na terenie Stanów Zjednoczonych.

## Lista utworów
1. "Davidian" – 4:55
2. "Old" – 4:05
3. "A Thousand Lies" – 6:13
4. "None But My Own" – 6:14
5. "The Rage to Overcome" – 4:46
6. "Death Church" – 6:32
7. "A Nation on Fire" – 5:33
8. "Blood for Blood" – 3:40
9. "I'm Your God Now" – 5:50
10. "Real Eyes, Realize, Real Lies" – 2:45
11. "Block" – 4:59

Burn My Eyes DigiPak CD - RR 90165
11. "Alan's on Fire" (cover Poison Idea) – 4:00

## Twórcy
- Robb Flynn – śpiew, gitara
- Logan Mader – gitara
- Adam Duce – gitara basowa
- Chris Kontos – perkusja

## Teledyski
- "Davidian" – Chris Hafner, 1994
- "Old" – Bill Ward, 1995